# Hinojales
Hinojales település Spanyolországban, Huelva tartományban. Hinojales Aracena, Cortelazor, Cumbres Mayores, Fuentes de León, Cañaveral de León és Corteconcepción községekkel határos. Lakosainak száma 325 fő (2024).

## Népesség
A település népessége az utóbbi években az alábbiak szerint változott:
| Lakosok száma | 417  | 392  | 366  | 326  | 358  | 289  | 317  | 325  | 338  | 325  |
|               | 2001 | 2004 | 2006 | 2009 | 2011 | 2014 | 2016 | 2019 | 2021 | 2024 |